# 双桥镇 (丹棱县)
双桥镇，是中华人民共和国四川省眉山市丹棱县曾经下辖的一个镇。2019年12月，撤销双桥镇，将原双桥镇石河村、黄金村、宿场村、梅湾村、龙埂村、天宫村所属行政区域划归齐乐镇管辖，将原双桥镇金藏村、五龙村、石牛村、桂香村、团林村、刘坡村、隆兴村、中山村所属行政区域划归仁美镇管辖。

## 行政区划
双桥镇撤销前下辖以下地区：
金藏村、五龙村、石牛村、桂香村、团林村、隆兴村、中山村、刘坡村、梅湾村、石河村、天宫村、宿场村、黄金村和龙埂村。